# Стражева, Ольга Владимировна
О́льга Влади́мировна Стра́жева (12 ноября 1972 г., г. Запорожье, Украинская ССР, СССР) — советская гимнастка, олимпийская чемпионка, чемпионка мира, заслуженный мастер спорта СССР.
Является преподавателем Классического приватного университета (Запорожье).

## Спортивные достижения
Олимпийские игры
| Год  | Абсолютное | Командное | Опорный прыжок | Брусья  | Бревно   | Вольные упражнения |
| ---- | ---------- | --------- | -------------- | ------- | -------- | ------------------ |
| 1988 | 84 (кв.)   | 1         | 6 (кв.)        | 5 (кв.) | 66 (кв.) | 84 (кв.)           |

Выступления на чемпионатах мира и первенствах СССР:
| Год  | Первенство       | Абсолютное | Командное | Опорный прыжок | Брусья | Бревно | Вольные упражнения |
| ---- | ---------------- | ---------- | --------- | -------------- | ------ | ------ | ------------------ |
| 1986 | Чемпионат СССР   |            |           |                | 1      |        |                    |
| 1987 | Чемпионат СССР   | 7          |           |                | 2      |        |                    |
| 1988 | Чемпионат СССР   | 1          |           | 5              |        | 2      | 3                  |
| 1989 | Чемпионат мира   | 3          | 1         |                | 3      |        |                    |
| 1989 | Чемпионат Европы | 3          |           | 6              | 2      |        | 7                  |
| 1989 | Чемпионат СССР   | 18         |           | 3              | 3      | 4      | 5                  |
| 1989 | Кубок СССР       | 1          |           |                |        |        |                    |

## Награды
- Звание заслуженный мастер спорта СССР (1988).